# Ферреро, Альберто
Альберто Ферреро Гордиола (исп. Alberto Ferrero Gordiola; 15 ноября 1944) — уругвайский футболист, выступал на позиции нападающего. Альберто Ферреро стал лучшим бомбардиром Кубка Либертадорес 1969 с 8-ю мячами в составе чилийского «Сантьяго Уондерерс».

## Клубная карьера
После игры за «Пеньяроль» в своей родной стране, Альберто Ферреро перебрался в Чили, где провёл свои лучшие годы в карьере футболиста. Он присоединился к клубу «Сантьяго Уондерерс», забив 6 голов в 13 играх в сезоне 1968 года. Его лучшим сезоном на местном уровне стал Национальный чемпионат 1969 года, во время которого он отличился 18 забитыми мячами в 35 матчах, став вторым в общем списке бомбардиров чемпионата вслед за Эладио Сарате (22 гола). Также он забил 8 голов в Кубке Либертадорес 1969 года, став его лучшим бомбардиром. Его команда «Сантьяго Уондерерс» в этом розыгрыше достигла стадии полуфинала. Ферреро покинул «Уондерерс» в 1971 году, продолжив играть в Чили, выступая за «Депортес Антофагаста» и «Унион Ла-Калера».